# The Shining (musikalbum)
The Shining är hiphopproducenten J Dillas fjärde soloalbum som släpptes 22 augusti 2006 av BBE Records och hans första som släpptes postumt.

## Låtlista
1. "Geek Down" (med Busta Rhymes) — 1:43
2. "E=MC²" (med Common) — 3:16
3. "Love Jones" — 1:01
4. "Love" (med Pharoahe Monch) — 3:14
5. "Baby" (med Madlib & Guilty Simpson) — 3:28
6. "So Far to Go" (med Common & D'Angelo) — 5:36
7. "Jungle Love" (med M.E.D. & Guilty Simpson) — 2:44
8. "Over the Breaks" — 2:14
9. "Body Movin'" (med J. Rocc & Karriem Riggins) — 2:17
10. "Dime Piece [Remix]" (med Dwele) — 3:23
11. "Love Movin" (med Black Thought) — 3:35
12. "Won't Do" — 3:52